# Nihon no Uta Hyakusen
Le Nihon no Uta Hyakusen (日本の歌百選, « collection de 100 chansons japonaises») est une sélection de chansons et comptines très populaires au Japon, parrainée par l'Agence des affaires culturelles et le Nippon PTA. Un sondage a eu lieu en 2006 pour choisir les chansons dans une liste de 895. Les résultats ont été annoncés en 2007. Bien qu'elle soit appelée compilation de 100 chansons, la liste comprend en fait 101 chansons.
L'idée de cette compilation émane de Hayao Kawai, psychologue renommé et chef de l'agence, dans le but de prévenir la délinquance juvénile et de lutter contre « l'affaiblissement » du patrimoine culturel commun du Japon. L'agence a publié un CD et un recueil de chansons avec les mélodies imprimées pour les 101 chansons afin qu'elles soient utilisées dans les écoles publiques. L'Asahi Shinbun a utilisé cette liste pour dresser une liste des 15 chansons pour enfants les plus en voie de disparition.
Les compositeurs et paroliers de plusieurs chansons publiées par le ministère japonais de l'éducation au début des années 1900 sont inconnus.
Les chansons sont numérotées par le syllabaire japonais dans l'ordre gojūon.
| n°. | Titre japonais             | Titre anglais (rōmaji)                   | Date         | Parolier/Traducteur                                    | Compositeur                    | Remarques |
| --- | -------------------------- | ---------------------------------------- | ------------ | ------------------------------------------------------ | ------------------------------ | --- |
| 1   | 仰げば尊し                 | Aogeba tōtoshi                           | 1884         | Fumihiko Ōtsuki, Satomi Tadashi, Kabe Iwao             | H.N.D.                         | |
| 2   | 赤い靴                     | Akai kutsu                               | 1922         | Ujō Noguchi                                            | Nagayo Motoori (本居長世)      | |
| 3   | 赤とんぼ                   | Akatonbo                                 | 1927         | Rofū Miki (三木露風)                                   | Kōsaku Yamada                  | |
| 4   | 朝はどこから               | Asa wa doko kara                         | 1946         | Masaru Mori (森まさる)                                 | Kunihiko Hashimoto             | |
| 5   | あの町この町               | Ano machi kono machi                     | 1924         | Ujō Noguchi                                            | Shinpei Nakayama               | |
| 6   | あめふり                   | Amefuri                                  | 1925         | Hakushū Kitahara                                       | Shinpei Nakayama               | |
| 7   | 雨降りお月さん             | Amefuri otsukisan                        | 1925         | Ujō Noguchi                                            | Shinpei Nakayama               | |
| 8   | あめふりくまのこ           | Amefuri kuma no ko                       | 1962         | Masao Tsurumi (鶴見正夫)                               | Akira Yuyama (湯山昭)          | |
| 9   | いい日旅立ち               | Ii hi tabedachi                          | 1978         | Shinji Tanimura                                        | Shinji Tanimura                | |
| 10  | いつでも夢を               | Itsudemo yume wo                         | 1962         | Takao Saeki (佐伯孝夫)                                 | Tadashi Yoshida (吉田正)       | |
| 11  | 犬のおまわりさん           | Inu no omawarisan                        | 1960         | Yoshimi Satō (佐藤義美)                                | Megumi Ōnaka (大中恩)          | |
| 12  | 上を向いて歩こう           | Ue o muite arukō                         | 1961         | Rokusuke Ei                                            | Hachidai Nakamura              | Également connue sous le titre Sukiyaki, chantée à l'origine par Kyu Sakamoto |
| 13  | 海                         | Umi                                      | 1941         | Ryūha Hayashi (林柳波)                                 | Takeshi Inoue (井上武士)       | |
| 14  | うれしいひなまつり         | Ureshii hinamatsuri                      | 1935         | Hachirō Satō (サトウハチロー)                          | Kōyō Kawamura (河村光陽)       | |
| 15  | 江戸子守唄                 | Berceuse d'Edo                           | Époque d'Edo |                                                        |                                | Traditionnel; parolier et compositeur inconnus |
| 16  | おうま                     | Ouma                                     | 1941         | Ryūha Hayashi (林柳波)                                 | Tsune Matsushima (松島つね)    | |
| 17  | 大きな栗の木の下で         | Ōkina kurinoki no shita de               |              |                                                        |                                | Mélodie Under the Spreading Chestnut Tree, chanson folklorique traditionnelle anglaise parolier inconnu Jaromír Weinberger a composé une suite orchestrale Under the Spreading Chestnut Tree basée sur l'air de 1939. |
| 18  | 大きな古時計               | Ōkina furudokei                          | 1940         | Kōgo Hotomi (保富康午) d'après Henry Clay Work         | Henry Clay Work                | Mélodie My Grandfather's Clock (1876), chanson populaire américaine |
| 19  | おかあさん                 | Okaasan                                  | 1954         | Nana Tanaka (田中ナナ)                                 | Yoshinao Nakada                | |
| 20  | お正月                     | Oshōgatsu                                | 1901         | Kume Higashi (東くめ)                                  | Rentarō Taki                   | |
| 21  | おはなしゆびさん           | Ohanashi yubisan                         | 1962         | Yoshiko Kōyama (香山美子)                              | Akira Yuyama (湯山昭)          | |
| 22  | 朧月夜                     | Oborozuki yo                             | 1914         | Tatsuyuki Takano (高野辰之)                            | Teiichi Okano                  | |
| 23  | 思い出のアルバム           | album Omoide no                          |              | Masuko Toshi (増子とし)                                | Tetsuma Honda (本多鉄麿)       | |
| 24  | おもちゃのチャチャチャ     | Omocha no chachacha'                     | 1962         | Akiyuki Nosaka, Osamu Yoshioka (吉岡治)                | Nobuyoshi Koshibe (越部信義)   | |
| 25  | かあさんの歌               | Kaasan no uta                            | 1954         | Satoshi Kubota (窪田聡)                                | Satoshi Kubota (窪田聡)        | |
| 26  | 風                         | Kaze                                     | 1921         | Yaso Saijō (西條八十) D'après Christina Rossetti       | Shin Kusakawa (草川信)         | |
| 27  | 肩たたき                   | Kata tataki                              | 1923         | Yaso Saijō (西條八十)                                  | Shinpei Nakayama               | |
| 28  | かもめの水兵さん           | Kame no Suihei-san                       | 1937         | Toshiko Takeuchi (武内俊子)                            | Kōyō Kawamura (河村光陽)       | |
| 29  | からたちの花               | Karatachi no hana                        | 1925         | Hakushū Kitahara                                       | Kōsaku Yamada                  | |
| 30  | 川の流れのように           | Kawa no Nagare no Yō ni                  | 1989         | Yasushi Akimoto                                        | Akira Mitake (見岳章)          | |
| 31  | 汽車                       | Kisha                                    | 1912         | Ministère de l'éducation                               | Aira Ōwada (大和田愛羅)        | |
| 32  | 汽車ポッポ                 | Kisha poppo                              | 1938         | Kaoru Fuhara (富原薫)                                  | Shin Kusakawa (草川信)         | |
| 33  | 今日の日はさようなら       | Kyō no hi wa sayōnara                    | 1966         | Shōichi Kaneko (金子詔一)                              | Shōichi Kaneko (金子詔一)      | |
| 34  | 靴が鳴る                   | Kutsu ga naru                            | 1919         | Katsura Shimizu (清水かつら)                           | Ryūtarō Hirota                 | |
| 35  | こいのぼり                 | Chanson de Koinobori                     | 1931         | Miyako Kondō (近藤宮子)                                |                                | Compositeur inconnu |
| 36  | 高校三年生                 | Koko sannensei                           | 1963         | Toshio Oka (丘灯至夫)                                  | Minoru Endo (遠藤実)           | |
| 37  | 荒城の月                   | Kōjō no Tsuki                            | 1901         | Bansui Doi (土井晩翠)                                  | Rentarō Taki                   | |
| 38  | 秋桜                       | Cosmos                                   | 1977         | Masashi Sada (en)                                      | Masashi Sada                   | Chantée par Momoe Yamaguchi |
| 39  | この道                     | Kono michi                               | 1927         | Hakushū Kitahara                                       | Kōsaku Yamada                  | |
| 40  | こんにちは赤ちゃん         | Konnichiwa akachan                       | 1963         | Rokusuke Ei                                            | Hachidai Nakamura              | |
| 41  | さくら貝の歌               | Sakurakai no uta                         | 1949         | Kajō Tsuchiya (土屋花情)                               | Hideaki Yashima (八洲秀章)     | |
| 42  | さくらさくら               | Sakura sakura                            | 1888         |                                                        |                                | Traditionnel; parolier et compositeur inconnus |
| 43  | サッちゃん                 | Satchan                                  | 1959         | Hiroo Sakata (阪田寛夫)                                | Megumi Ōnaka (大中恩)          | |
| 44  | 里の秋                     | Sato no aki                              | 1945         | Nomuo Saito (斎藤信夫)                                 | Minoru Kainuma (海沼實)        | |
| 45  | 幸せなら手をたたこう       | Shiawase nara te wo tatakō               | 1964         | Rihito Kimura (木村利人)                               |                                | Mélodie If You're Happy and You Know It, chanson folklorique traditionnelle |
| 46  | 叱られて                   | Shikararete                              | 1972         | Katsura Shimizu (清水かつら)                           | Ryūtarō Hirota                 | |
| 47  | 四季の歌                   | Shiki no uta                             | 1970?        | Toyohisa Araki (荒木とよひさ)                          | Toyohisa Araki (荒木とよひさ)  | |
| 48  | 時代                       | Jidai                                    | 1975         | Miyuki Nakajima                                        | Miyuki Nakajima                | |
| 49  | シャボン玉                 | Shabondama                               | 1922         | Ujō Noguchi                                            | Shinpei Nakayama               | |
| 50  | ずいずいずっころばし       | Zuizui zukkorobashi                      | Warabe uta   |                                                        |                                | Warabe uta; parolier et compositeur inconnus |
| 51  | スキー                     | Sukī (Skiing)                            | 1942         | Otowa Shigure (時雨音羽)                               | Kōzaburō Hirai                 | |
| 52  | 背くらべ                   | Seikurabe                                | 1923         | Atsushi Unno (海野厚)                                  | Shinpei Nakayama               | |
| 53  | 世界に一つだけの花         | Sekai ni hitotsu dake no hana            | 2003         | Noriyuki Makihara                                      | Noriyuki Makihara              | |
| 54  | ぞうさん                   | Zō-san                                   | 1953         | Michio Mado                                            | Ikuma Dan                      | |
| 55  | 早春賦                     | Sōshunfu                                 | 1913         | Kazumasa Yoshimaru (吉丸一昌)                          | Akira Nakada (中田章)          | |
| 56  | たきび                     | Takibi                                   | 1941         | Seika Tatsumi (巽聖歌)                                 | Shigeru Watanabe (渡辺茂)      | |
| 57  | ちいさい秋みつけた         | Chiisai aki wo tsuketa                   | 1955         | Hachirō Satō (サトウハチロー)                          | Yoshinao Nakada                | |
| 58  | 茶摘み                     | Chatsumi                                 | 1912         | Ministry of Education                                  | Ministère de l'éducation       | |
| 59  | チューリップ               | Chuurippu (« Tulipe »)                   | 1932         | Miyako Kondō (近藤宮子)                                | Takeshi Inoue (井上武士)       | |
| 60  | 月の沙漠                   | Tsuki no sabaku                          | 1923         | Masao Katō (加藤まさを)                                | Suguru Sasaki (佐々木すぐる)   | |
| 61  | 翼をください               | Tsubasa wo kudasai                       | 1971         | Michio Yamagami (山上路夫)                             | Kunihiko Murai (村井邦彦)      | |
| 62  | 手のひらを太陽に           | Te no hira o taiyō ni                    | 1961         | Takashi Yanase (やなせたかし)                          | Taku Izumi (いずみたく)        | |
| 63  | 通りゃんせ                 | Tōryanse                                 | Époque d'Edo |                                                        |                                | Warabe uta; parolier et compositeur inconnus |
| 64  | どこかで春が               | Doko ka de haru ka                       | 1923         | Sōji Momota (百田宗治)                                 | Shin Kusakawa (草川信)         | |
| 65  | ドレミのうた               | Do-Ré-Mi                                 | 1959         | Peggy Hayama (ペギー葉山) d'après Oscar Hammerstein II | Richard Rodgers                | Du film La Mélodie du bonheur |
| 66  | どんぐりころころ           | Donguri korokoro                         | Ère Taishō   | Nagayoshi Aoki (青木存義)                              | Tadashi Yanada                 | |
| 67  | とんぼのめがね             | Tonbo no megane                          | 1949         | Seishi Nukaga (額賀誠志)                               | Kōzaburo Hirai                 | |
| 68  | ないしょ話                 | Naisho hanashi                           | 1939         | Yoshio Yūki (結城よしを)                               | Yasuharu Yamaguchi (山口保治)  | |
| 69  | 涙そうそう                 | Nada sōsō                                | 1998         | Ryōko Moriyama                                         | BEGIN                          | Paroles originales en okinawaïen de BEGIN |
| 70  | 夏の思い出                 | Natsu no omoide                          | 1949         | Shōko Ema                                              | Yoshinao Nakada                | |
| 71  | 夏は来ぬ                   | 'Natsu wa kinu                           | 1896         | Nobutsuna Sasaki                                       | Sakunosuke Koyama (小山作之助) | |
| 72  | 七つの子                   | Nanatsu no ko                            | 1921         | Ujō Noguchi                                            | Nagayo Motoori (本居長世)      | |
| 73  | 花〜すべての人の心に花を〜 | Hana: Subete no hito no kokoro ni hana o | 1980         | Shoukichi Kina                                         | Shoukichi Kina (en)            | |
| 74  | 花                         | Hana                                     | 1900         | Hagoromo Takeshima (武島羽衣)                          | Rentarō Taki                   | |
| 75  | 花の街                     | Hana no machi                            | 1947         | Shōko Ema                                              | Ikuma Dan                      | |
| 76  | 埴生の宿                   | Hanyū no yado                            | 1889         | Tadashi Satomi (里見義) D'après John Howard Payne      | Henry Bishop (en)              | Mélodie Home! Sweet Home! de l'opéra Clari, Maid of Milan (1823) |
| 77  | 浜千鳥                     | Hamachidori                              | 1919         | Meishū Kashima (鹿島鳴秋)                              | Ryūtarō Hirota                 | |
| 78  | 浜辺の歌                   | Hamabe no uta                            | 1916         | Kokei Hayashi (林古渓)                                 | Tamezō Narita                  | |
| 79  | 春が来た                   | Haru ga kita                             | 1910         | Tatsuyuki Takano (高野辰之)                            | Teiichi Okano                  | |
| 80  | 春の小川                   | Haru no ogawa                            | 1912         | Tatsuyuki Takano (高野辰之)                            | Teiichi Okano                  | |
| 81  | ふじの山                   | Fuji no yama                             | 1911         | Sazanami Iwaya (巌谷小波)                              | Ministère de l'éducation       | |
| 82  | 冬景色                     | Fuyugeshiki                              | 1913         | Ministère de l'éducation                               | Ministère de l'éducation       | |
| 83  | 冬の星座                   | Fuyu no seiza                            | 1947         | Keizō Horiuchi (堀内敬三)                              | William Shakespeare Hays (en)  | Mélodie Mollie Darling (1871), chanson populaire américaine |
| 84  | 故郷                       | Furusato                                 | 1914         | Tatsuyuki Takano (高野辰之)                            | Teiichi Okano                  | |
| 85  | 蛍の光                     | Hotaru no hikari                         | 1881         | Chikai Inagaki (稲垣千穎)                              |                                | Mélodie Auld Lang Syne, chanson écossaise traditionnelle |
| 86  | 牧場の朝                   | Masaba no asa                            | 1932         | Sojinkan Sugimura (杉村楚人冠)                         | Eikichi Funabashi (船橋榮吉)   | |
| 87  | 見上げてごらん夜の星を     | Miagete goran yoru no hoshi o            | 1963         | Rokusuke Ei                                            | Taku Izumi (いずみたく)        | |
| 88  | みかんの花咲く丘           | Mikan no hana saku oka                   | 1946         | Shōgo Katō (加藤省吾)                                  | Minoru Kainuma (海沼實)        | |
| 89  | 蟲のこゑ                   | Mushi no koe                             | 1910         | Ministère de l'éducation                               | Ministère de l'Éducation       | |
| 90  | むすんでひらいて           | Musunde hiraite                          | 1947         | Ministère de l'éducation                               | Jean-Jacques Rousseau          | Mélodie Go Tell Aunt Rhody' de l'opéra Le Devin du village (1752) |
| 91  | 村祭                       | Muramatsuri                              | 1942         | Shigeru Kuzuhara (葛原しげる)                          | Yoshie Minami (南能衛)         | |
| 92  | めだかの学校               | Medaka no gakkō                          | 1950         | Shigeru Chaki (茶木滋)                                 | Yoshinao Nakada                | |
| 93  | もみじ                     | Momiji                                   | 1911         | Tatsuyuki Takano (高野辰之)                            | Teiichi Okano                  | |
| 94  | 椰子の実                   | Yashinomi                                | 1936         | Tōson Shimazaki                                        | Toraji Ōnaka (大中寅二)        | |
| 95  | 夕日                       | Yūhi                                     | 1921         | Shigeru Kuzuhara (葛原しげる)                          | Kingetsu Murozaki (室崎琴月)   | |
| 96  | 夕焼小焼                   | Yūyake koyake                            | 1923         | Ukō Nakamura (中村雨紅)                                | Shin Kusakawa (草川信)         | |
| 97  | 雪                         | Yuki                                     | 1911         | Ministère de l'éducation                               | Ministère de l'éducation       | |
| 98  | 揺籃のうた                 | Yurikago no uta                          | 1921         | Hakushū Kitahara                                       | Shin Kusakawa (草川信)         | |
| 99  | 旅愁                       | Ryoshū                                   | 1907         | Kyūkei Indō (犬童球渓) d'après John P. Ordway          | John P. Ordway (en)            | Mélodie Dreaming of Home and Mother (1851), chanson populaire américaine |
| 100 | リンゴの唄                 | Ringo no uta                             | 1945         | Hachirō Satō (サトウハチロー)                          | Tadashi Manjōme (万城目正)     | Du film Soyokaze (そよかぜ) (1945) réalisé par Yasushi Sasaki |
| 101 | われは海の子               | Ware wa umi no ko                        | 1910         | Kōichirō Miyahara (宮原晃一郎)                         | Ministère de l'Éducation       | |